# Alexis Saelemaekers
Alexis Saelemaekers (Sint-Agatha-Berchem, 27 juni 1999) is een Belgische voetballer die doorgaans als rechtermiddenvelder speelt. Hij staat momenteel onder contract bij AC Milan, dat hem in juli 2020 na een half seizoen uitleenbeurt definitief overnam van RSC Anderlecht. In het seizoen 2024/25 is hij verhuurd aan AS Roma. In oktober 2020 debuteerde Saelemaekers in het Belgisch voetbalelftal.

## Carrière

### Jeugd
Alexis Saelemaekers begon pas te voetballen toen hij elf jaar oud was. Hij maakte indruk bij het lokale Verbroedering Beersel-Drogenbos. Hij mocht als U12 al snel meespelen met de U13. Na twee jaar werd hij tijdens een match met de Brabantse selectie ontdekt door Anderlecht.

### RSC Anderlecht
In oktober 2017 ondertekende Alexis Saelemaekers bij RSC Anderlecht een contract tot 2019, met een optie op een extra jaar. Op 16 februari 2018 maakte hij zijn debuut voor de Brusselse club in de competitiewedstrijd tegen STVV. Hij mocht toen van trainer Hein Vanhaezebrouck na 77 minuten invallen voor ploeggenoot Alexandru Chipciu. Samen met Emilio Ferrera, de coach van de U21 toen in Anderlecht, geloofde hij hard in Saelemaekers. Zijn eerste basisplaats versierde hij op 1 april 2018 op de eerste speeldag van Play-off 1 tegen AA Gent. Saelemaekers kwam tijdens de play-offs in elke wedstrijd in actie, waardoor hij in zijn eerste seizoen afklokte op elf wedstrijden in het eerste elftal. Op 8 juni 2018 maakte Anderlecht bekend dat het het contract van Saelemaekers had verlengd tot medio 2022.
Het wispelturige talent ontpopte zich tijdens het seizoen 2018/19 onder coach Hein Vanhaezebrouck tot een vaste pion op rechtsachter. Onder zijn opvolgers Fred Rutten en Karim Belhocine zat Saelemaekers vooral op de bank en zelfs in de tribune. Ook onder Vincent Kompany en Simon Davies, die het vanaf het begin van het seizoen 2019/20 voor het zeggen hadden bij Anderlecht, had Saelemaekers het aanvankelijk moeilijk: tijdens de eerste vijf wedstrijden van het seizoen moest Saelemaekers in de tribune plaatsnemen. Zijn eerste match van het seizoen was die tegen Standard op de zesde speeldag. Saelemaekers zorgde voor doelgevaar en scoorde, waardoor Anderlecht zijn eerste seizoenszege behaalde na een 2 op 15. Het was zijn allereerste goal op het hoogste niveau. Onder Frank Vercauteren, die Davies in oktober 2019 opvolgde als hoofdcoach van Anderlecht, werd Saelmeaekers weer een veelgebruikte pion. In het seizoen 2019/20 kreeg hij een meer offensieve rol.
Saelemaekers klokt uiteindelijk af op 64 officiële duels voor Anderlecht, waarin hij twee keer scoorde en elf assists gaf.

### AC Milan
Op 31 januari 2020, de slotdag van de wintermercato, maakte Saelemakers de overstap naar AC Milan. De Italiaanse club huurde Saelemaekers in eerste instantie tot het einde van het seizoen met een optie om de transfer definitief te maken. Anderlecht streek in totaal zeven miljoen euro op: 3,5 miljoen euro werd direct betaald voor een huurovergang tot juni 2020, de rest van het bedrag volgde bij de definitieve overgang. Eerder die winter had Milan ook al ex-speler Zlatan Ibrahimović terug aan boord gehaald. Saelemaekers werd de zesde Belg die de rood-zwarte kleuren van Milan mocht aantrekken, de tweede naoorlogse na Eric Gerets in 1983. In de vooroorlogse jaren hadden ook Louis Van Hege, Roger Piérard, Camille Nys en Maurice Tobias voor Milan gespeeld.
Saelemaekers maakte twee dagen nadat hij zijn contract ondertekende zijn debuut voor de Rossoneri tegen Hellas Verona. Hij mocht in de 77e minuut het veld betreden als vervanger van Davide Calabria. Trainer Stefano Pioli posteerde de Brusselaar op de rechtsachterpositie. De wedstrijd eindigde op 1-1. Na zijn goede invalbeurt tegen SPAL 2013 kreeg hij op 4 juli 2020 tegen SS Lazio zijn eerste basisplaats bij Milan. Drie dagen eerder had hij een contract getekend bij Milan, dat hem tot 2024 aan de Rossoneri bindt. Ook in de volgende wedstrijd kreeg hij een basisplaats, ditmaal tegen Juventus FC. Milan won deze wedstrijd met 4-2, ofschoon het nog met 0-2 achterstond toen Saelemaekers in de 60e minuut werd gewisseld voor Rafael Leão. In de wedstrijd daarop, tegen SSC Napoli, kreeg hij zijn eerste rode kaart nadat hij in een paar minuten tijd twee gele kaarten pakte. Hierna maakte hij op 18 juli in het met 5-1 gewonnen thuisduel tegen FC Bologna het eerste doelpunt.
Dankzij zijn goede prestaties brak AC Milan half oktober 2021 het contract van Saelemaekers open om het te verlengen tot 2026.
In totaal speelde hij al 140 duels voor AC Milan en daarin was hij goed voor tien doelpunten en veertien assists.

#### Verhuur aan Bologna FC 1909
Saelemaekers paste niet meer in de plannen van de Milanese trainer Stefano Pioli en werd daarom eind augustus 2023 voor een seizoen verhuurd aan Bologna dat ook een aankoopoptie bedong. Saelemaekers is dan weer de zesde Belg ooit bij Bologna. Onder meer Luis Oliveira, de betreurde Stéphane Demol, Gaby Mudingayi en Jean-François Gillet gingen hem voor.
Door een enkelblessure miste Saelemaekers de competitiestart in de Serie A en door een rode kaart tegen Monza miste hij daarna nog een wedstrijd. Bij aanvang van het seizoen was hij hoofdzakelijk invaller, maar naarmate de competitie vormde kreeg Saelemaekers van coach Thiago Motta meer vertrouwen en werd hij basisspeler. Op 10 december speelde hij een dijk van een wedstrijd tegen hekkensluiter Salernitana. Hij was een gesel voor de thuisdefensie en zorgde voor liefst zes gele kaarten, een record in de Serie A. De wedstrijd eindigde op 1-2. Saelemakers speelde voor Bologna 32 wedstrijden, goed voor vier goals en drie assists.

#### Verhuur aan AS Roma
Op 30 augustus 2024 trok Saelemaekers voor een seizoen op huurbasis naar AS Roma. Saelemaekers krijgt bij de Giallorossi zijn vertrouwde nummer 56.
De eerste twee wedstrijd tegen Juventus en Genoa stond hij meteen in de basis. Tegen Genoa raakte hij op 15 september vijf minuten na rust geblesseerd. Een breuk op aan de rechterenkel hield hem drie maand aan de kant. Op 2 december vierde Saelemakers zijn wederoptreden tegen Atalanta. Eén speeldag later tegen Lecce stond hij meteen in de basis. Hij eiste met zijn eerste doelpunt voor de Romeinen een hoofdrol op. Het werd uiteindelijk 4-1 in het Stadio Olimpico.

## Statistieken
| Seizoen                      | Club           | Land            | Competitie         | Competitie | Competitie | Beker | Beker | Supercup | Supercup | Europees | Europees | Totaal | Totaal |
| Seizoen                      | Club           | Land            | Competitie         | Wed.       | Dlp.       | Wed.  | Dlp.  | Wed.     | Dlp.     | Wed.     | Dlp.     | Wed.   | Dlp.   |
| ---------------------------- | -------------- | --------------- | ------------------ | ---------- | ---------- | ----- | ----- | -------- | -------- | -------- | -------- | ------ | ------ |
| 2017/18                      | RSC Anderlecht | Vlag van België | Jupiler Pro League | 11         | 0          | 0     | 0     | 0        | 0        | 0        | 0        | 11     | 0      |
| 2018/19                      | RSC Anderlecht | Vlag van België | Jupiler Pro League | 30         | 0          | 1     | 0     | —        | —        | 3        | 0        | 34     | 0      |
| 2019/20                      | RSC Anderlecht | Vlag van België | Jupiler Pro League | 16         | 2          | 3     | 0     | —        | —        | —        | —        | 19     | 2      |
| Club totaal                  | Club totaal    | Club totaal     | Club totaal        | 57         | 2          | 4     | 0     | 0        | 0        | 3        | 0        | 64     | 2      |
| 2019/20                      | → AC Milan     | Vlag van Italië | Serie A            | 13         | 1          | 2     | 0     | —        | —        | —        | —        | 15     | 1      |
| 2020/21                      | AC Milan       | Vlag van Italië | Serie A            | 32         | 2          | 1     | 0     | —        | —        | 7        | 1        | 40     | 3      |
| 2021/22                      | AC Milan       | Vlag van Italië | Serie A            | 36         | 1          | 4     | 1     | —        | —        | 6        | 0        | 46     | 2      |
| 2022/23                      | AC Milan       | Vlag van Italië | Serie A            | 30         | 2          | 1     | 0     | 0        | 0        | 8        | 2        | 39     | 4      |
| Club totaal                  | Club totaal    | Club totaal     | Club totaal        | 111        | 6          | 8     | 1     | 0        | 0        | 21       | 3        | 140    | 10     |
| TOTAAL                       | TOTAAL         | TOTAAL          | TOTAAL             | 168        | 8          | 12    | 1     | 0        | 0        | 24       | 3        | 204    | 12     |
| Bijgewerkt t/m 24 juni 2023. |                |                 |                    |            |            |       |       |          |          |          |          |        |        |

## Interlandcarrière
Op 30 september 2020 werd Saelemaekers voor het eerst door bondscoach Roberto Martínez geselecteerd voor de Rode Duivels voor de vriendschappelijke wedstrijd tegen Ivoorkust. Hij was een van de vijf nieuwe gezichten. Ook Sebastiaan Bornauw, Joris Kayembe, Dodi Lukebakio en Zinho Vanheusden kregen hun eerste oproepingsbrief voor de grote jongens. Op 8 oktober 2020 mocht Saelemaekers dan debuteren als basisspeler in een jong en experimenteel Belgisch elftal tegen de Ivorianen. Hij speelde de volledige wedstrijd en gaf een assist aan Batshuayi. De wedstrijd eindigde op 1-1. Op 5 september 2021 bij zijn derde interland scoorde hij zijn eerste en voorlopig enige doelpunt in de met 3-0 gewonnen WK 2022 kwalificatiematch tegen Tsjechië.

### Interlands
| Interlands van Alexis Saelemaekers voor België | Interlands van Alexis Saelemaekers voor België | Interlands van Alexis Saelemaekers voor België | Interlands van Alexis Saelemaekers voor België | Interlands van Alexis Saelemaekers voor België | Interlands van Alexis Saelemaekers voor België |
| No.                                            | Datum                                          | Wedstrijd                                      | Uitslag                                        | Soort Wedstrijd                                | Doelpunten                                     |
| Als speler bij AC Milan                        | Als speler bij AC Milan                        | Als speler bij AC Milan                        | Als speler bij AC Milan                        | Als speler bij AC Milan                        | Als speler bij AC Milan                        |
| ---------------------------------------------- | ---------------------------------------------- | ---------------------------------------------- | ---------------------------------------------- | ---------------------------------------------- | ---------------------------------------------- |
| 1.                                             | 8 oktober 2020                                 | België – Ivoorkust                             | 1 – 1                                          | Vriendschappelijk                              | -                                              |
| 2.                                             | 2 september 2021                               | Estland − België                               | 2 – 5                                          | Kwalificatie WK 2022                           | -                                              |
| 3.                                             | 5 september 2021                               | België − Tsjechië                              | 3 – 0                                          | Kwalificatie WK 2022                           | 65'                                            |
| 4.                                             | 8 september 2021                               | Wit-Rusland − België                           | 0 – 1                                          | Kwalificatie WK 2022                           | -                                              |
| 5.                                             | 10 oktober 2021                                | Italië – België                                | 2 – 1                                          | UEFA Nations League 2020/21 troostfinale       | -                                              |
| 6.                                             | 13 november 2021                               | België - Estland                               | 3 – 1                                          | Kwalificatie WK 2022                           | -                                              |
| 7.                                             | 16 november 2021                               | Wales - België                                 | 1 – 1                                          | Kwalificatie WK 2022                           | -                                              |
| 8.                                             | 26 maart 2022                                  | Ierland – België                               | 2 – 2                                          | Vriendschappelijk                              | -                                              |
| 9.                                             | 29 maart 2022                                  | België – Burkina Faso                          | 3 – 0                                          | Vriendschappelijk                              | –                                              |
| 10.                                            | 24 maart 2023                                  | Zweden – België                                | 0 – 3                                          | Kwalificatie EK 2024                           | -                                              |
| 11.                                            | 28 maart 2023                                  | Duitsland – België                             | 2 – 3                                          | Vriendschappelijk                              | -                                              |
| Als speler bij Bologna FC 1909                 |                                                |                                                |                                                |                                                |                                                |
| 12.                                            | 19 november 2023                               | België – Azerbeidzjan                          | 5 – 0                                          | Kwalificatie EK 2024                           | -                                              |
| Als speler bij AS Roma                         |                                                |                                                |                                                |                                                |                                                |
| 13.                                            | 20 maart 2025                                  | Oekraïne – België                              | 3 – 1                                          | UEFA Nations League 2024/25 barrages           |                                                |
| 14.                                            | 23 maart 2025                                  | België – Oekraïne                              | 3 – 0                                          | UEFA Nations League 2024/25 barrages           | -                                              |
| 15.                                            | 6 juni 2025                                    | Noord-Macedonië - België                       | 1 – 1                                          | Kwalificatie WK 2026                           | -                                              |
| 16.                                            | 9 juni 2025                                    | België – Wales                                 | 4 – 3                                          | Kwalificatie WK 2026                           | -                                              |
| Totaal                                         | Totaal                                         | Totaal                                         | Totaal                                         | Totaal                                         | 1                                              |
| Bijgewerkt t/m 9 juni 2025.                    |                                                |                                                |                                                |                                                |                                                |

## Erelijst
| Kampioen Serie A | 1x | 2021/22 |